# Katschbach (Mur)
Der Katschbach ist ein linker Nebenfluss der Mur in der Steiermark, Österreich.

## Verlauf
Der Katschbach entspringt östlich des Sauofen in einer Höhe von rund 1930 Metern. Er fließt kurz nach Osten und wendet sich dann nach Südsüdosten. Ab Baierdorf wird das Tal breiter und der Bach wendet sich wieder mehr nach Osten, bevor er zwischen Katsch an der Mur und Frojach in die Mur mündet.
Das Quellgebiet und der oberer Verlauf des Katschbachs liegen in der Gemeinde Schöder, dann fließt er durch die Gemeinde St. Peter am Kammersberg und das Mündungsgebiet gehört zur Gemeinde Teufenbach-Katsch. Sein Einzugsgebiet umfasst 177,33 Quadratkilometer.

## Gebirge
Der Katschbach durchfließt die Niederen Tauern und trennt darin die Gruppe der Schladminger Tauern im Westen von den Rottenmanner und Wölzer Tauern im Osten.

## Nebenbäche
Die wichtigsten Nebenbäche des Katschbachs sind:
| Name             | Mündungsseite | Mündungsort              | Einzugsgebiet in km² |
| ---------------- | ------------- | ------------------------ | -------------------- |
| Gastlbach        | rechts        | Untere Zwieflerhütte     | 05,67                |
| Schöderbach      | rechts        | nach Baierdorf           | 47,97                |
| Feistritzbach    | links         | Feistritz am Kammersberg | 18,96                |
| Niklbergbach 1)  | rechts        | St. Peter am Kammersberg | 08,45                |
| Hinterburgerbach | links         | vor Katsch               | 10,33                |

1) auch Nickelbergbach